# Notgrove
Notgrove é uma paróquia e aldeia do distrito de Cotswold, no condado de Gloucestershire, na Inglaterra. De acordo com o Censo de 2011, tinha 184 habitantes. Tem uma área de 15,76 km². Esta paróquia é formada pela cidade de Northleach e pelo hamlet de Eastington.